# Inter Zaprešić
NK Inter Zaprešić war ein Fußballverein aus der westlich der kroatischen Hauptstadt Zagreb gelegenen Stadt Zaprešić. Der Verein wurde als NK Inker Zapresic wieder gegründet.

## Geschichte
Der Klub wurde 1929 als NK Sava gegründet und trug nach zwei Umbenennungen seit 1962 den Namen Jugokeramika Zaprešić, benannt nach dem Hauptsponsor. Nach dem Zerfall Jugoslawiens und der Unabhängigkeit Kroatiens wurde die Firma Jugokeramika in INKER (INdustrija KERamike) umbenannt. Parallel dazu änderte sich auch der Vereinsname. Mit dem Auslaufen des Hauptsponsorvertrages im Jahre 2003 wurde der Name schließlich in NK Inter Zaprešić geändert. Der Vereinsspitzname Keramičari leitet sich ebenso von dem langjährigen Hauptsponsor ab. Ein weiterer Spitzname ist div iz predgrađa, was so viel heißt wie „der Hüne aus der Vorstadt“.
Die größten Vereinserfolge sind der erste Platz beim Fußballturnier von 1991, das als inoffizielle kroatische Meisterschaft ausgetragen wurde, an dem allerdings wegen des Kroatienkrieges nicht alle Vereine Kroatiens teilnehmen konnten. Das Turnier wurde in einer Art Wartestatus ausgetragen, da es nach dem Zerfall Jugoslawiens noch keine offizielle Liga gab. Im darauffolgenden Jahr fand die erste Saison der nun anerkannten 1. HNL und parallel dazu auch der erste kroatische Pokalwettbewerb statt. Im Finale 1992 sicherte sich Inter als erster Verein den Titel des kroatischen Pokalsiegers. Der Verein wurde am Ende der Saison 2022 wegen finanzieller Schwierigkeiten aufgelöst.

## Fans
Divlje Svinje (dt. „Wildschweine“) – gegründet 1993, aufgelöst im Jahre 1997 als Inter (damals noch unter dem Namen Inker) aus der ersten Liga abstieg, Neugründung im Jahre 2003, als Inter der Wiederaufstieg in die erste Liga gelang.

## Stadion
Der NK Inter trug seine Heimspiele im Stadion NK Intera in Zaprešić aus, das 1962 erbaut wurde und 1987 um eine Osttribüne sowie 2005 um eine Flutlichtanlage erweitert wurde. Die Kapazität des Stadions beträgt 4.528 Plätze.

## Erfolge
1 × Kroatischer Pokalsieger: 1992 (als NK Inker)

## Trainer und Spieler
Zu den bekannteren Spielern bzw. Trainern des Vereins gehören Ivan Cvjetković und Ilija Lončarević. Im Jahre 1992, als Inter Pokalsieger wurde, spielte auch Zvonimir Soldo, später Spieler des VfB Stuttgart und ehemaliger Trainer des 1. FC Köln, für den Verein. In der Saison 2003/04 wurde der Verein von Josip Kuže trainiert, der auch bereits mehrere deutsche Vereine betreute.

### Spieler
- Zvonimir Soldo (198?–1987) Jugend, (1991–1994) Spieler,
- Eduardo Da Silva (2002–2003)
- Ivan Radeljić (2003–2004, 2004–2006)
- Klemen Lavrič (2004)
- Vedran Ćorluka (2004–2005)
- Luka Modrić (2004–2005)

### Trainer
- Josip Kuže (2003–2004)